# Benjamin Williams Leader
Pour les articles homonymes, voir Leader (homonymie).
Benjamin Williams Leader, né Benjamin Leader Williams le 12 mars 1831 à Worcester dans le comté de Worcestershire et décédé le 22 mars 1923 à Shere dans le comté de Surrey, est un peintre britannique. Inspiré par le mouvement du préraphaélisme à ses débuts, il est notamment connu pour ces nombreux paysages et marines ayant pour cadre l'Angleterre en général et les comtés de Worcestershire et de Surrey en particulier, l'Écosse et le Pays de Galles et pour thême la vie rurale, la nature et le patrimoine religieux et industriel des lieux qu'il fréquente, développant dans ces dernières œuvres une touche impressionniste.

## Biographie
Benjamin Leader Williams naît à Worcester dans le comté de Worcestershire en 1831. Il est le fils d'Edward Leader Williams, un ingénieur civil, et de Sarah Whiting. Il a pour frère l'ingénieur civil Edward Leader Williams (en), qui a travaillé à la construction du canal maritime de Manchester. Amateur d'art, le père de Benjamin est un ami du peintre John Constable, ce qui permet au jeune Benjamin de s'initier à l'art dès son enfance. Il étudie à la Royal Grammar School Worcester (en) et commence à travailler auprès de son père comme dessinateur tout en suivant les cours du soir de la Worcester School of Design (en). En 1854, il est admis à la Royal Academy de Londres et vend son premier tableau la même année.
En 1857, il opte pour le nom de Benjamin Williams Leader afin de se différencier des autres peintres portant le nom de Williams. Il séjourne la même année en Écosse. Il vit ensuite entre la région de la Severn Valley (en), où coule le fleuve Severn, le comté de Worcestershire et le Pays de Galles, dont il peint les paysages et les bords de côtes. En 1862, il déménage à Whittington. En 1863, il vend le tableau  The Churchyard de Bettwys-y-Coed au premier ministre William Ewart Gladstone. En 1876, il épouse une jeune artiste, Mary Eastlake, avec qui il a six enfants. Il devient membre associé de Royal Academy en 1883 et académicien royal en 1898. En 1889, il s'installe à Shere, un village proche de la ville de Guildford dans le comté de Surrey. La même année, il remporte une médaille lors de l'exposition universelle de Paris et est, à initiative du peintre Ernest Meissonier, décoré de la Légion d'honneur. Au cours de sa carrière, il voyage à travers les différentes régions de l'Angleterre et séjourne en Suisse, en Belgique, en Allemagne et en France. Il meurt à Shere en 1923. 
Ces œuvres sont notamment visibles ou conservées dans plusieurs musées anglais, comme le Victoria and Albert Museum, la Guildhall Art Gallery (en) et la Tate Britain de Londres,  l'Huddersfield Art Gallery (en) d'Huddersfield, le Birmingham Museum and Art Gallery de Birmingham, la Worcester City Art Gallery & Museum (en) de Worcester, le Dudley Museum and Art Gallery (en) de Dudley, la Manchester Art Gallery de Manchester, la Walker Art Gallery de Liverpool, la Wolverhampton Art Gallery de Wolverhampton, la Touchstones Rochdale (en) de Rochdale, la Atkinson Art Gallery and Library (en) de Southport, le Bristol City Museum and Art Gallery de Clifton, la Gallery Oldham d'Oldham et le Russell-Cotes Art Gallery & Museum (en) de Bournemouth, ainsi qu'au Pays de Galles au sein du musée national de Cardiff et de la bibliothèque nationale du pays de Galles, en Écosse au sein de l'Aberdeen Art Gallery (en) d'Aberdeen et aux États-Unis dans les collections du Metropolitan Museum of Art de New York, du Chazen Museum of Art de Madison et du Lauren Rogers Museum of Art (en) de Laurel.

## Œuvres

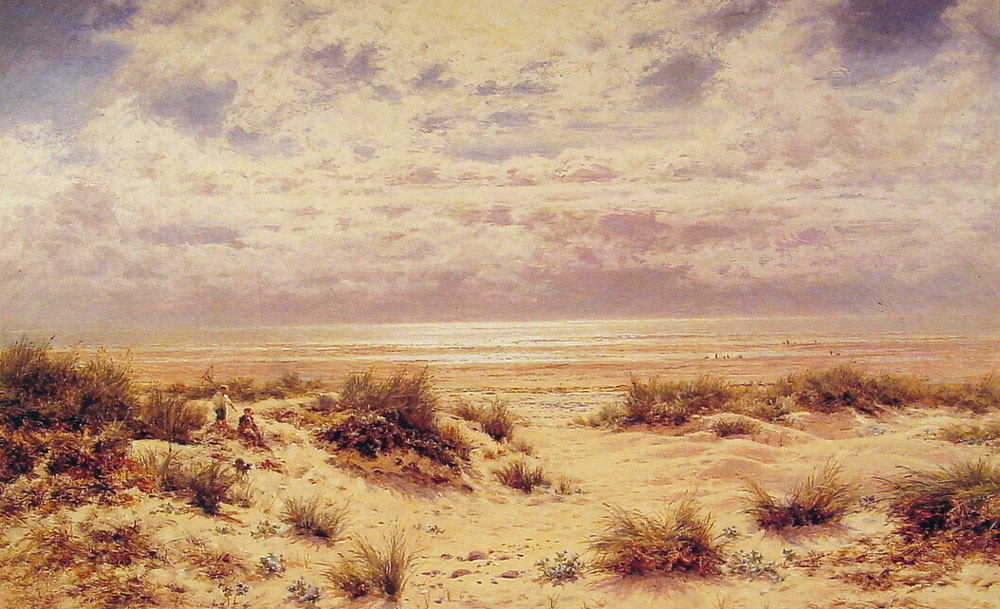
Low Tide on the South Coast, sans date
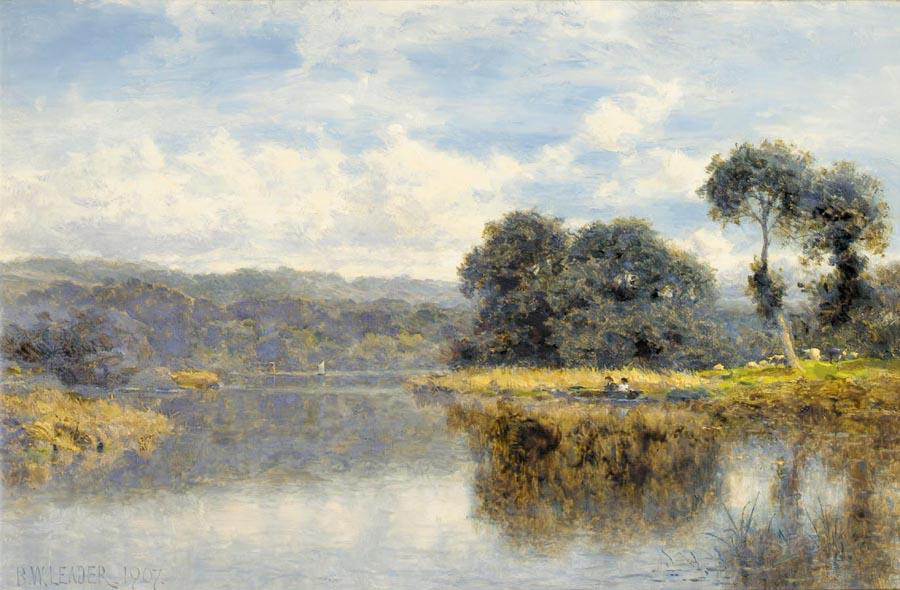
A Fine Day on the Thames, sans date
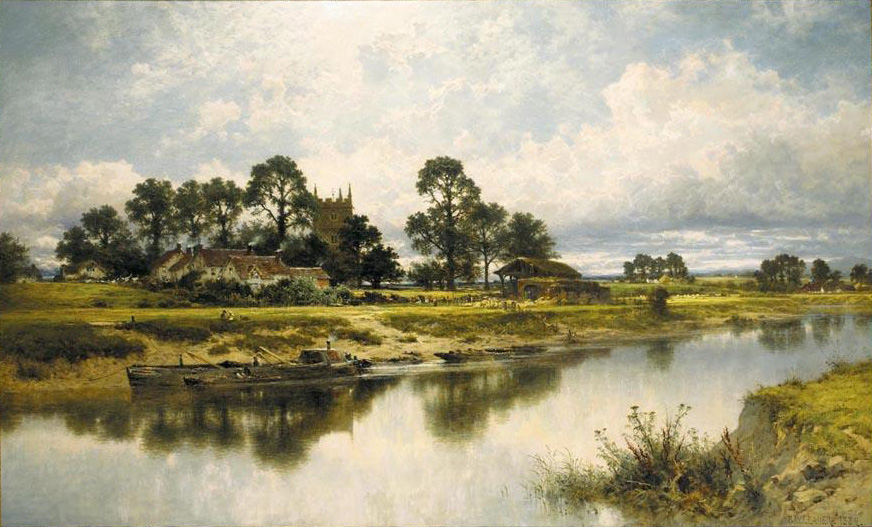
Severn Side, Sabrina's Stream at Kempsey on the River Severn, sans date
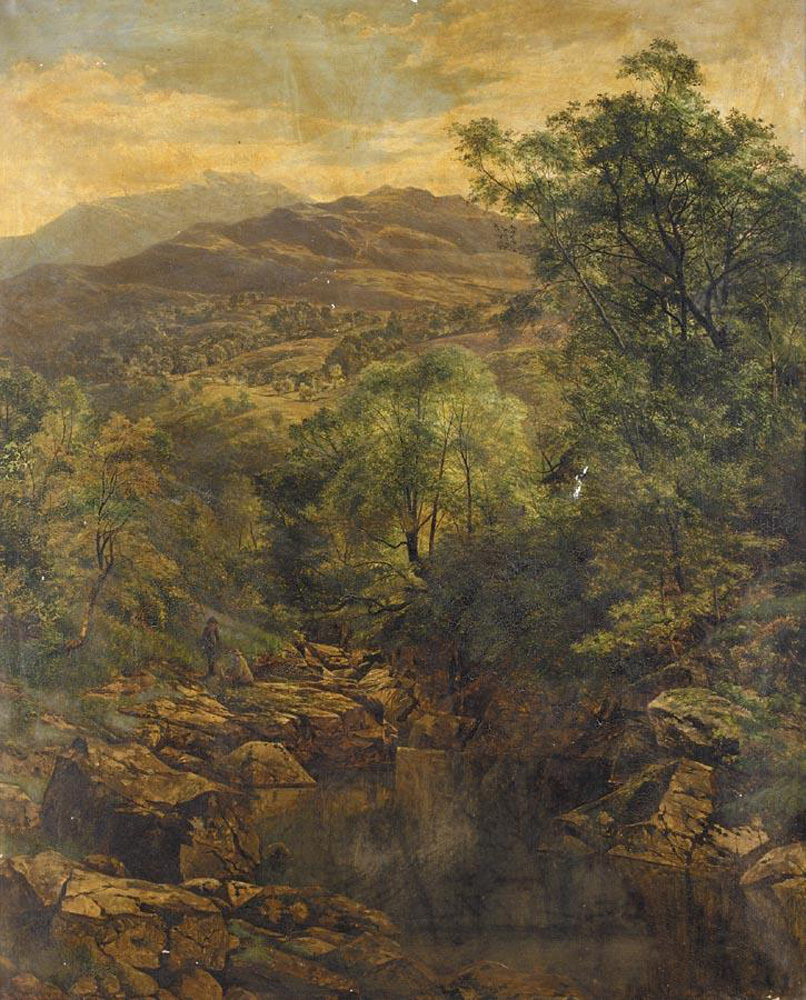
A Quiet Pool in Glenfalloch, 1857
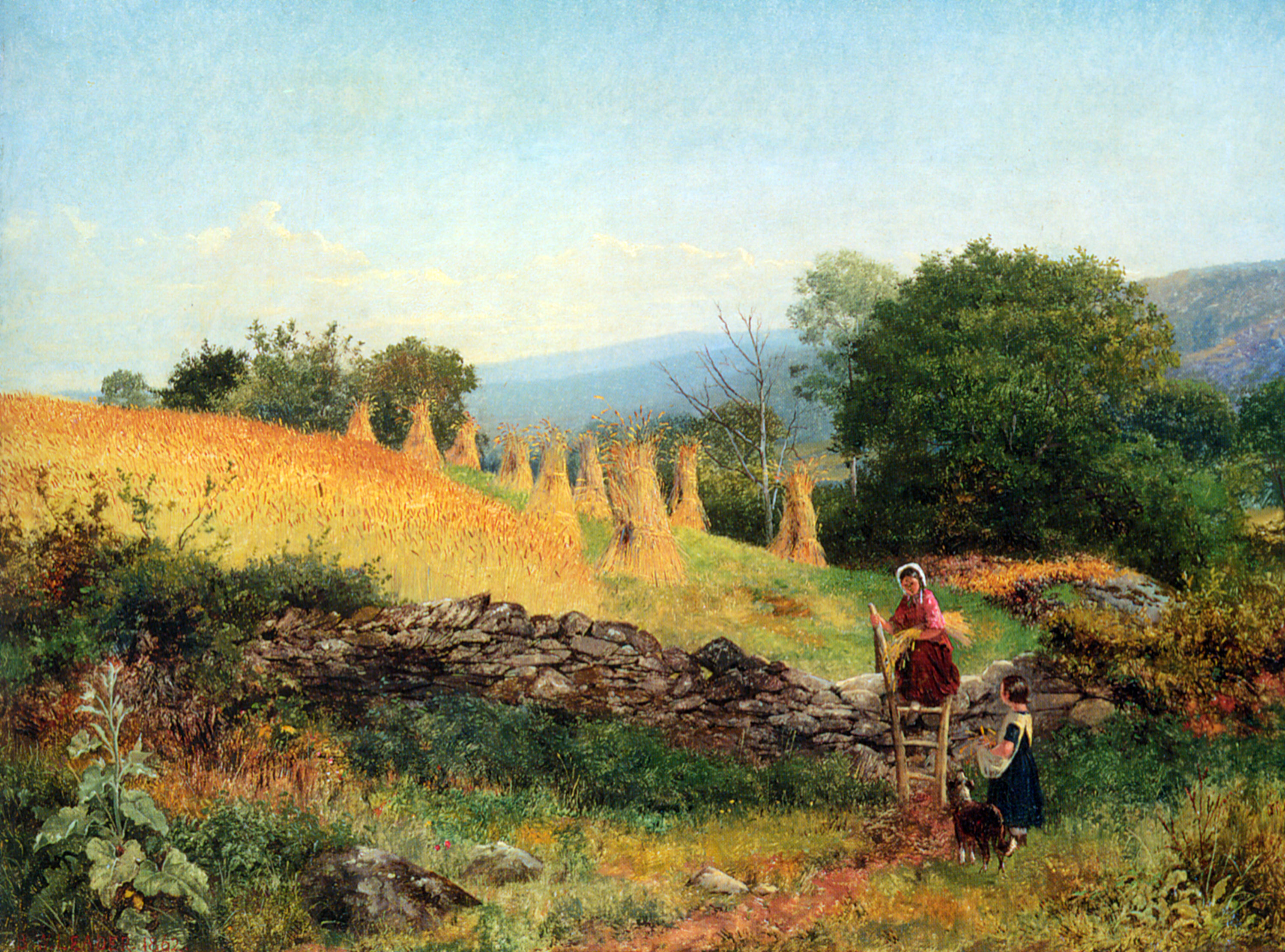
A Welsh Cornfield, 1862
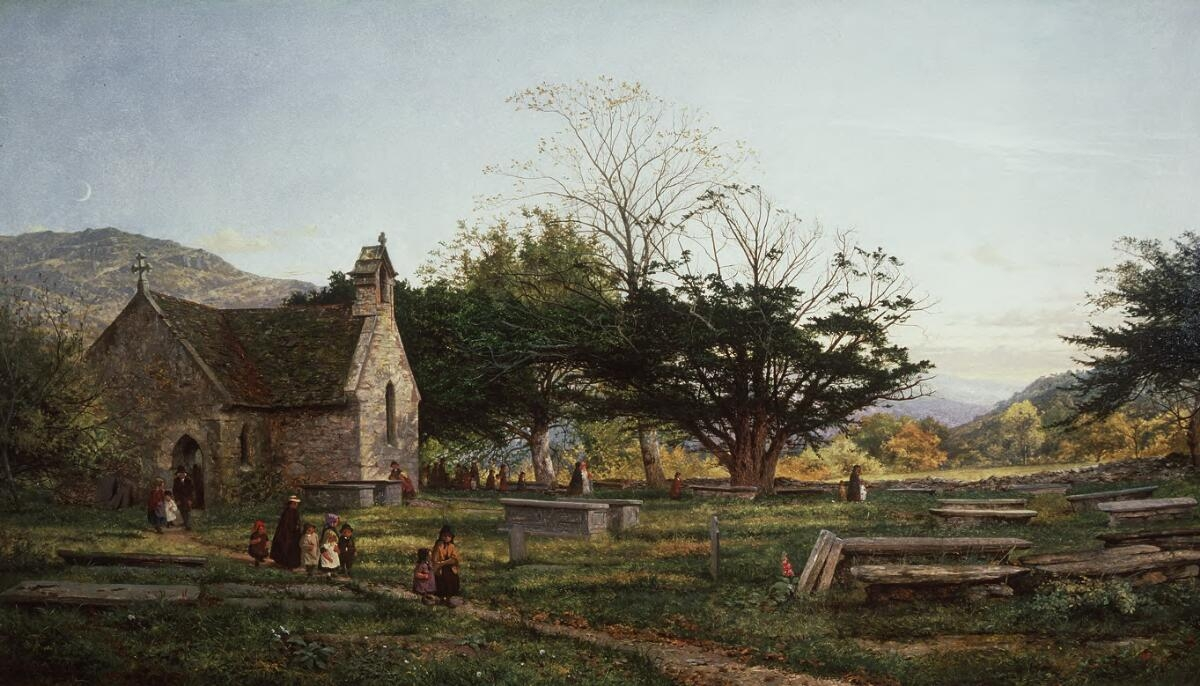
Bettws y Coed Church, 1863, Bibliothèque nationale du pays de Galles
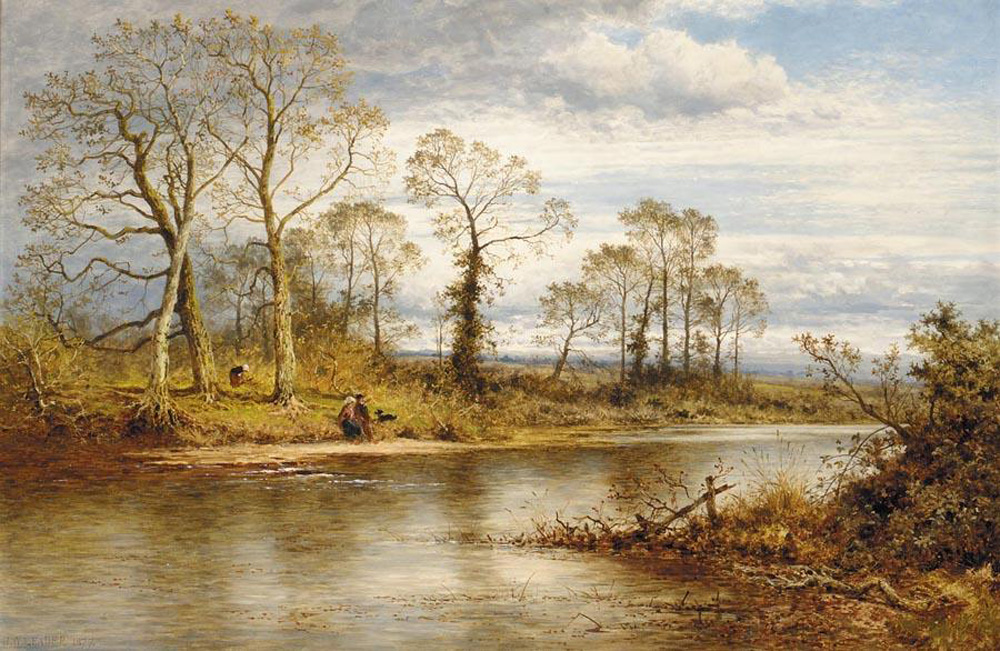
An English River in Autumn, 1877
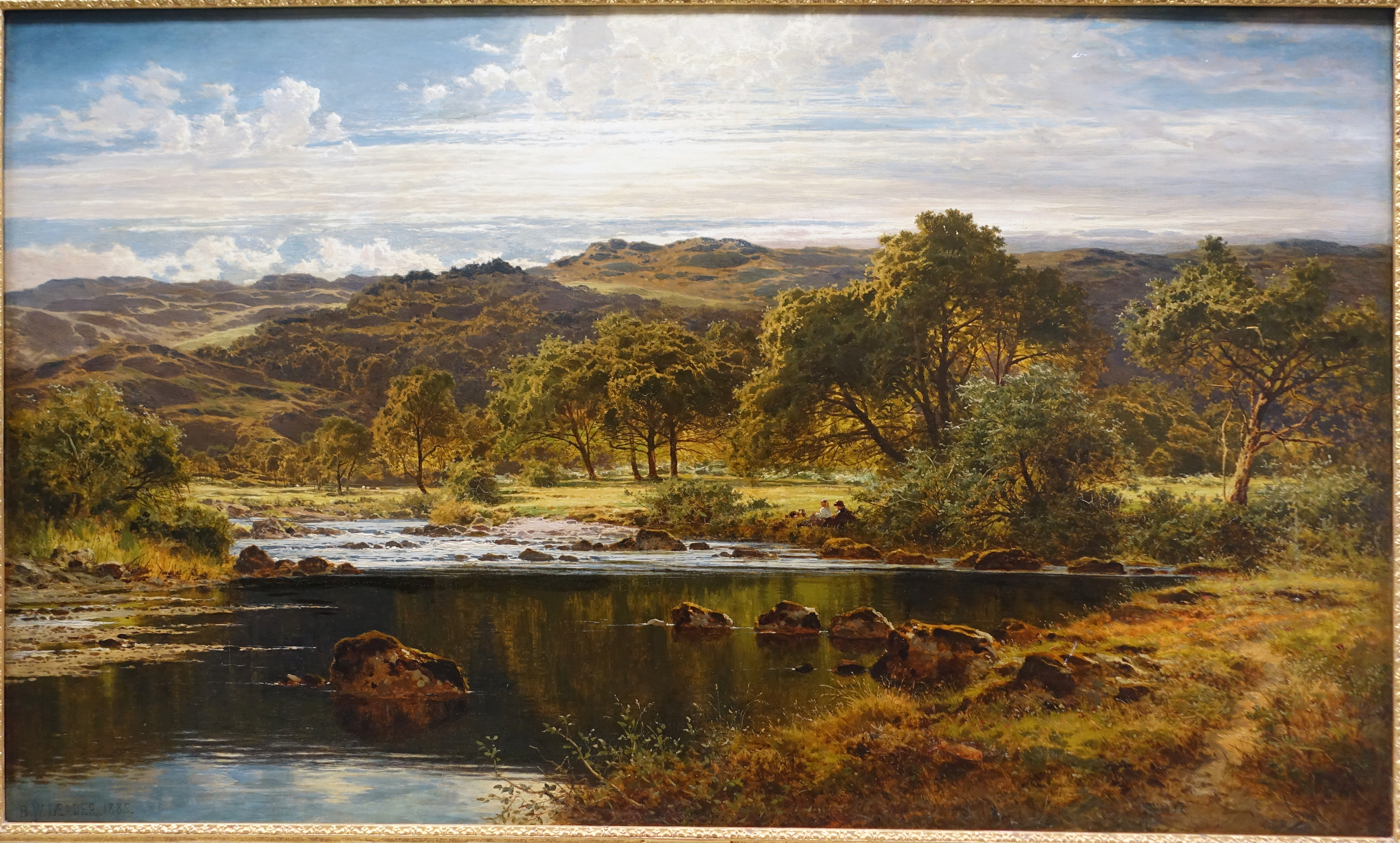
A Bright Afternoon, North Wales, 1885
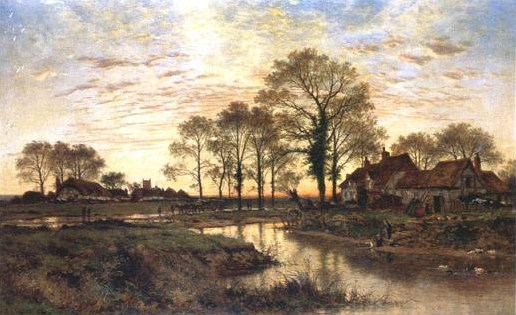
Evening After Rain, Worcestershire, 1886
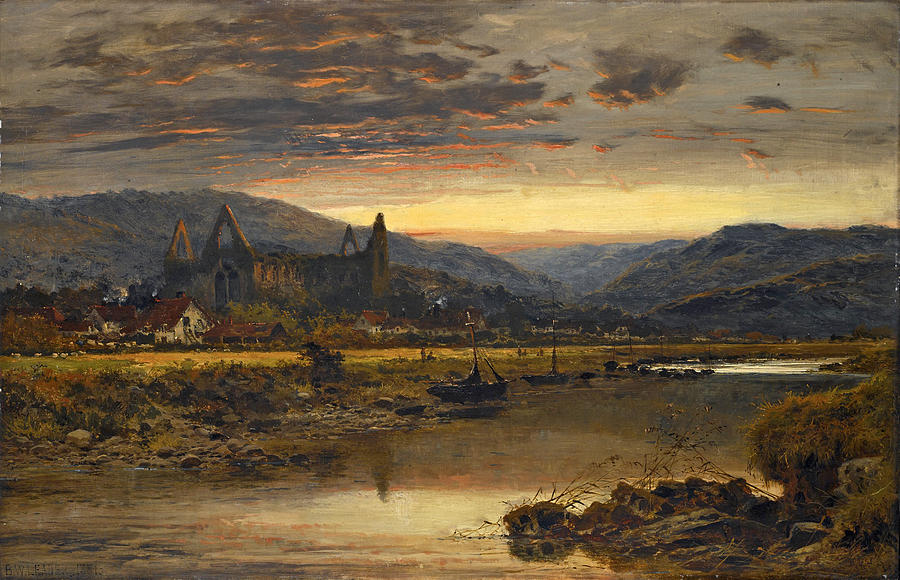
Tintern Abbey at Sunset, 1889
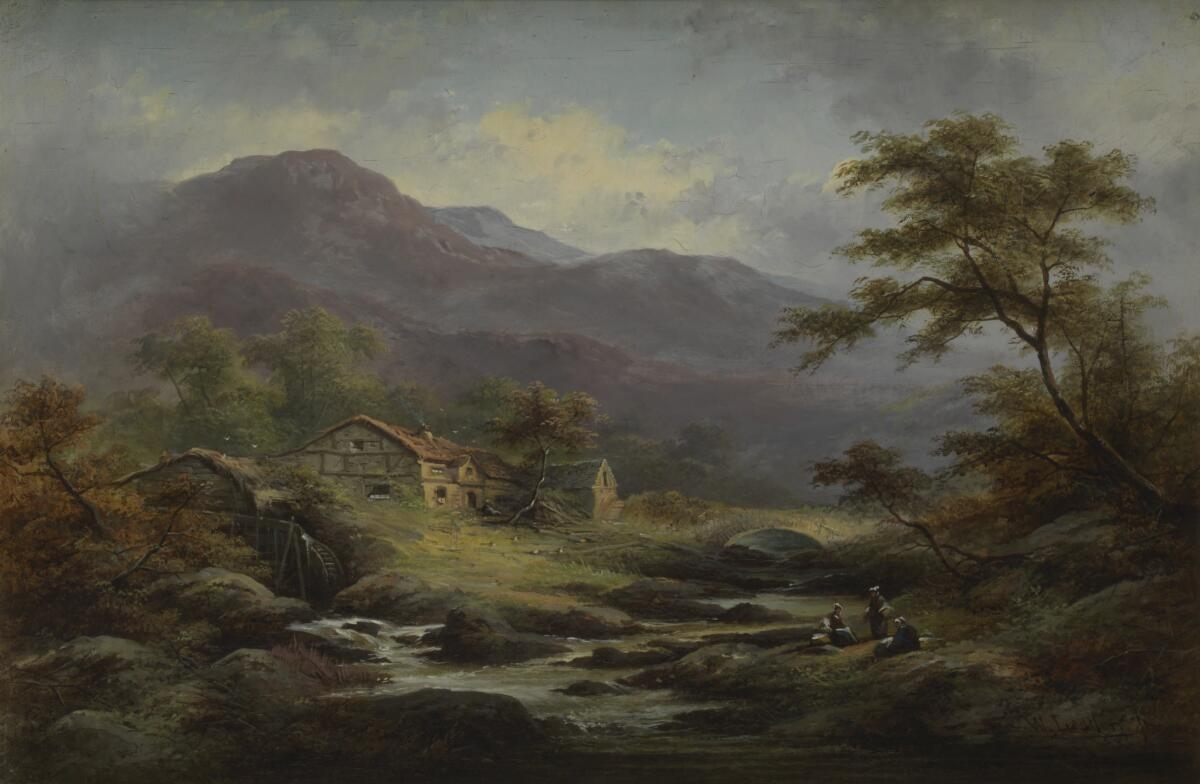
Miller's Home, Pont Aberglaslyn (en), vers 1890, Bibliothèque nationale du pays de Galles
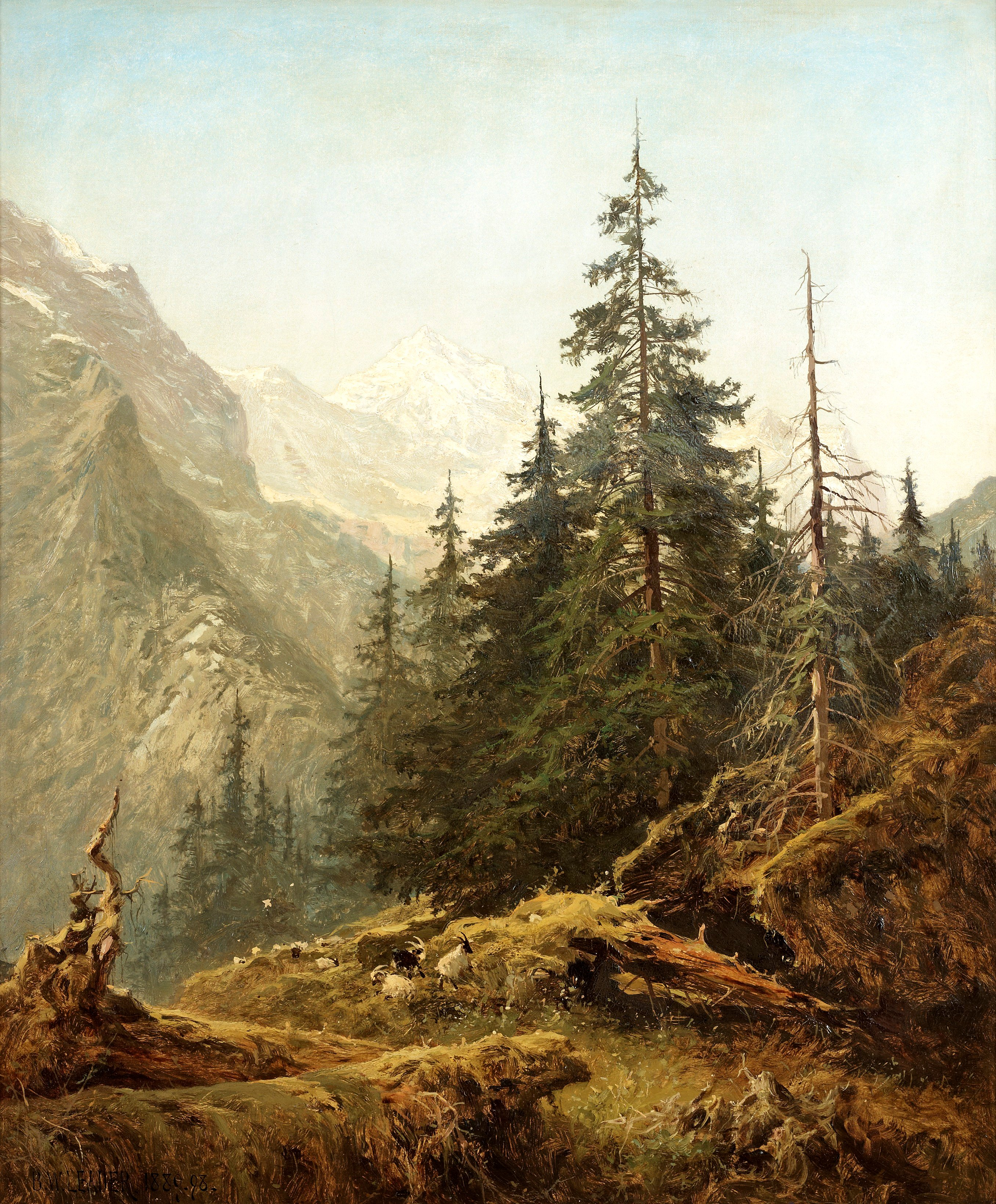
The Wetterhorn from above Rosenlaui, entre 1889 et 1898
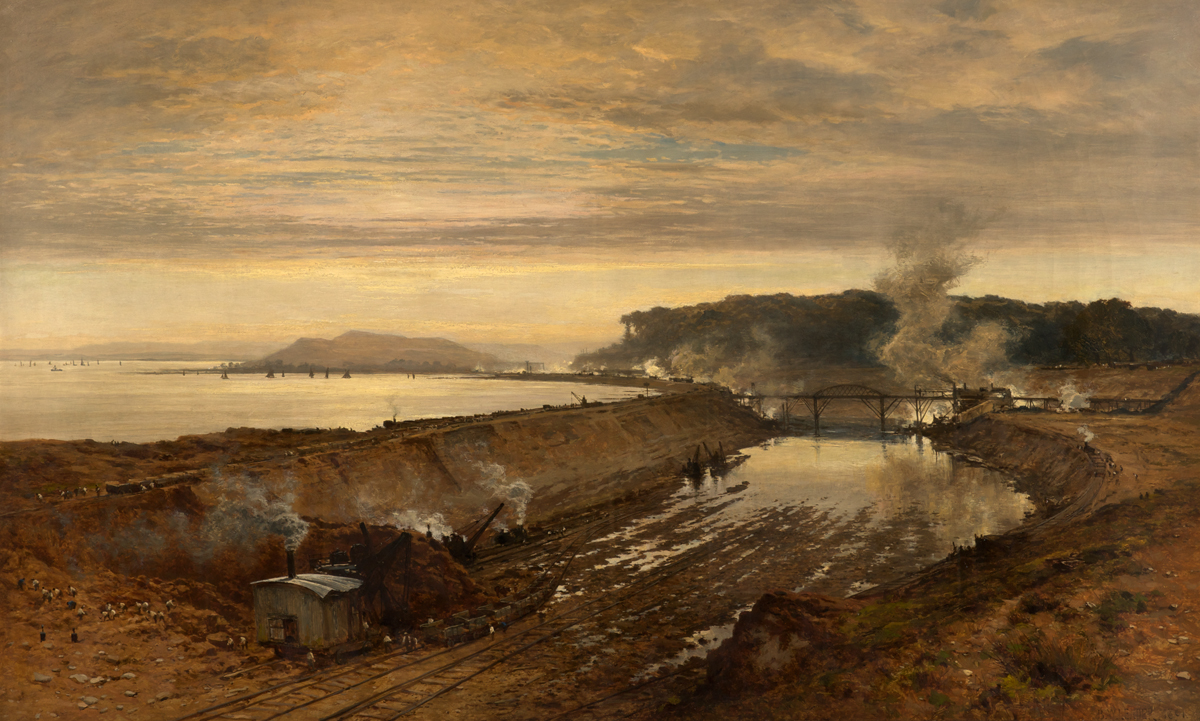
Manchester Ship Canal The Making of Eastham Dock, 1891, Gallery Oldham
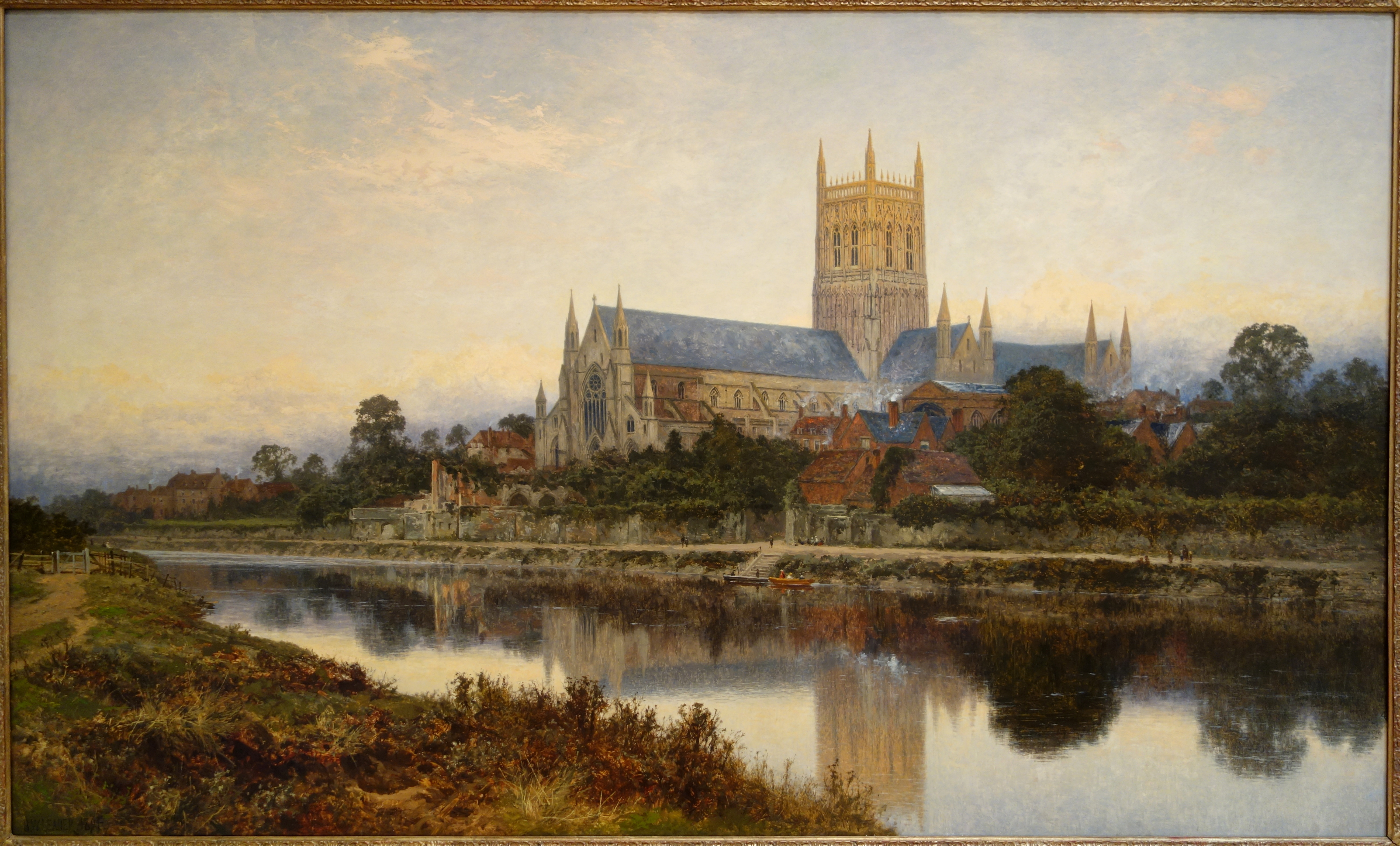
Worcester Cathedral, 1894, Chazen Museum of Art
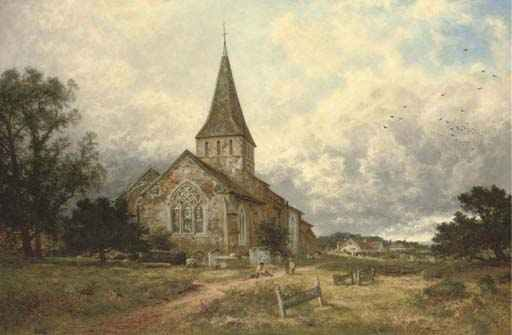
The Village Church, 1900
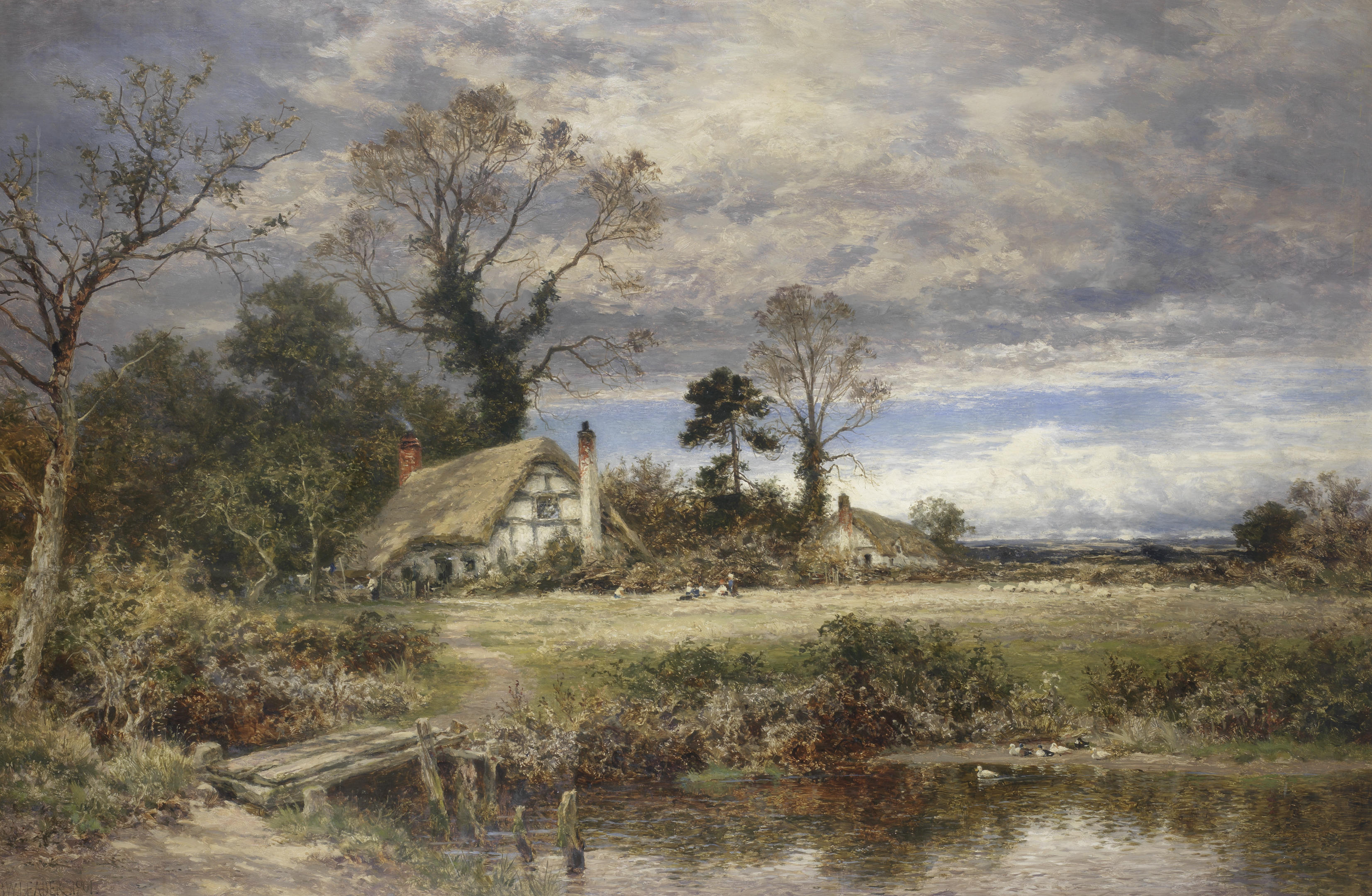
A Glam Before the Storm, 1901
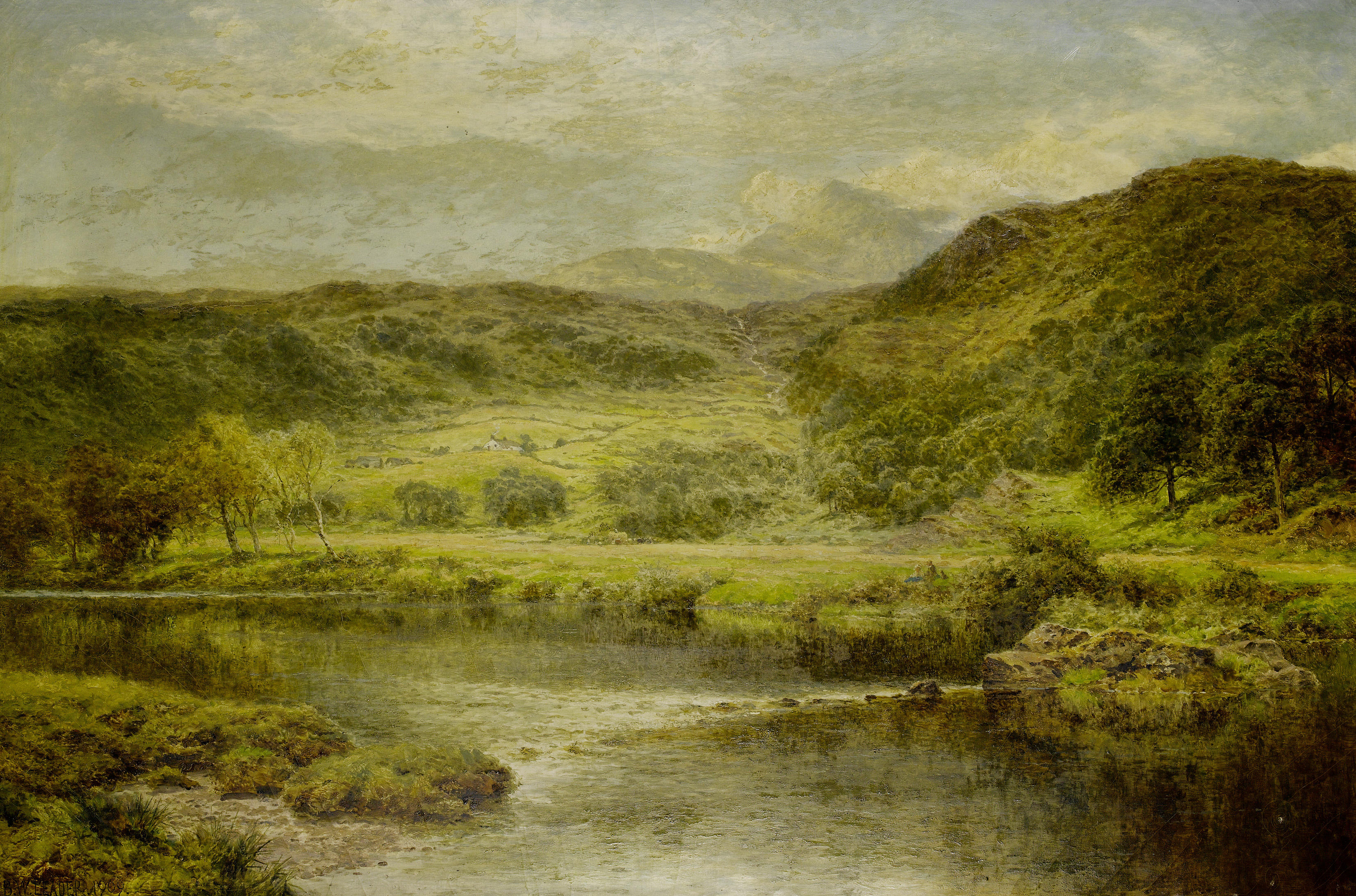
In a Welsh Valley, 1909
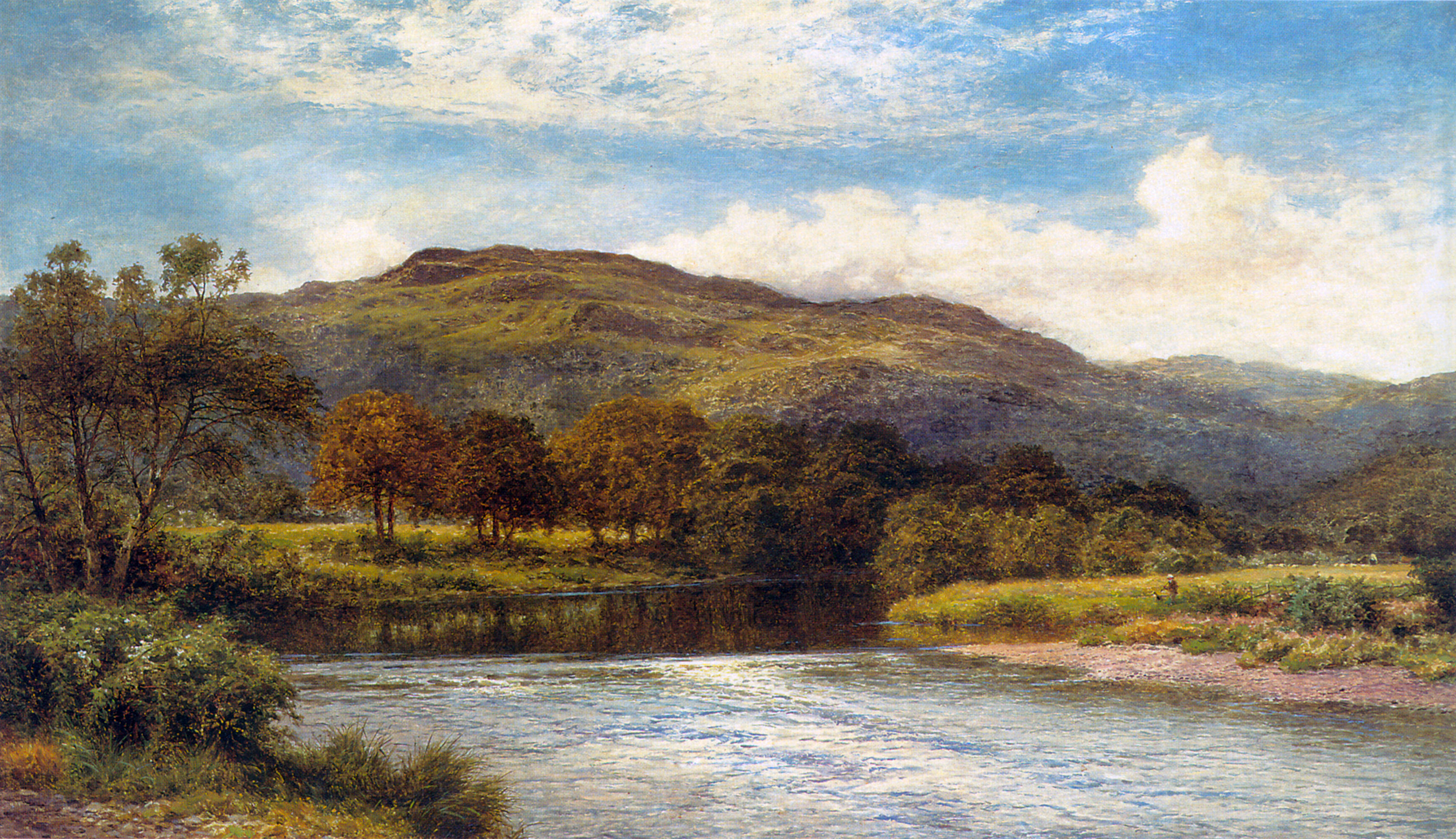
The Conway Near Betws-y-Coed, 1910
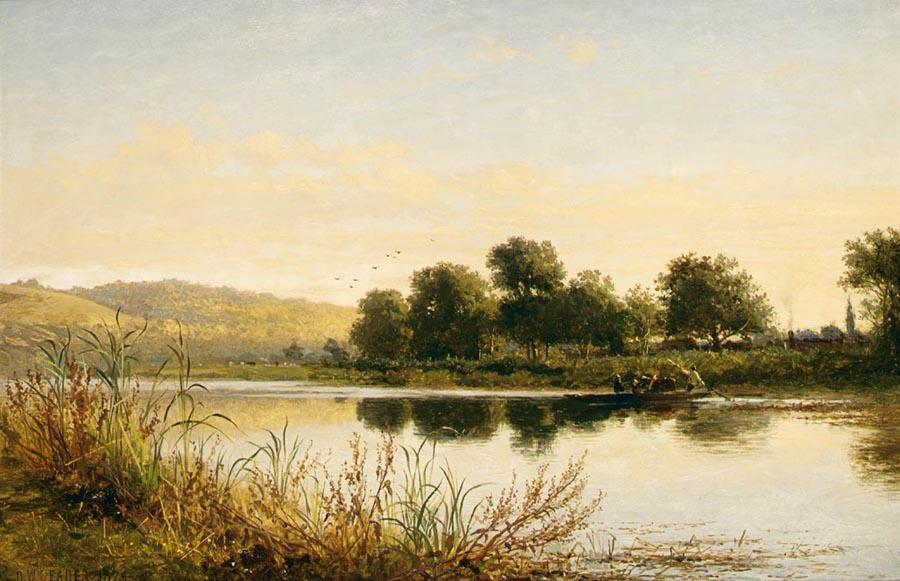
Streatley on Thames, sans date
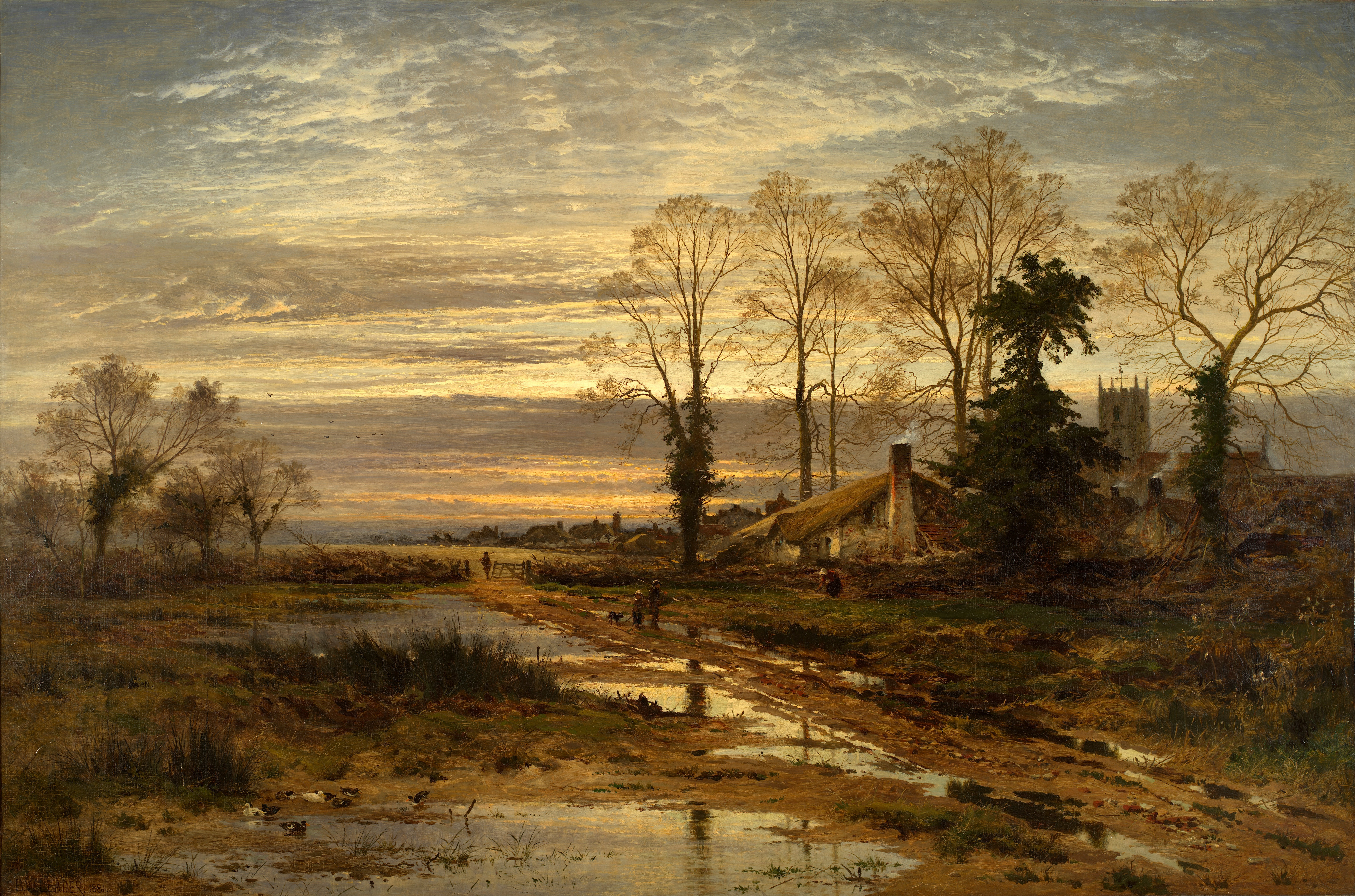
February Fill Dyke, sans date
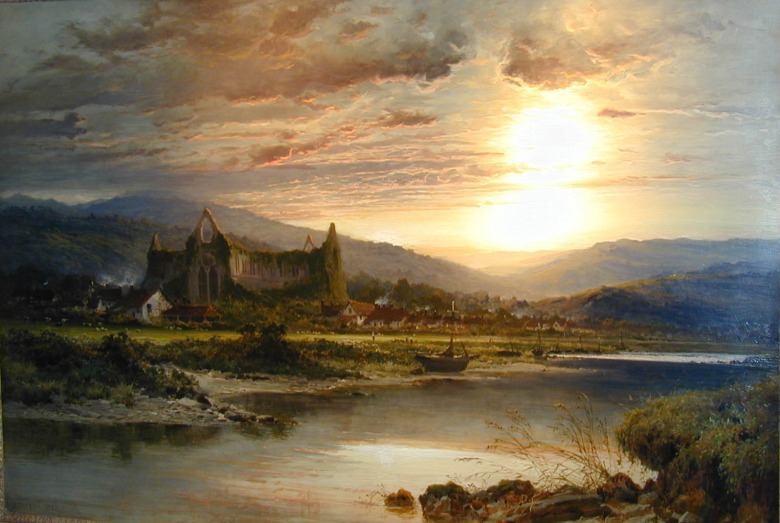
Tintern Abbey, sans date